# Broda Zwi Hirsch
Broda Zwi Hirsch (Brod, ? - Köpcsény, 1821) köpcsényi rabbi

## Élete
1782-től haláláig volt rabbi Köpcsényben. Halála után adták ki halachikus és agadikus művét Téómé Cevijó (I-II. Bécs-Pozsony, 1822-1846.) és Séné sztórim (Prága, 1825) címen. Broda unokái voltak Jellinek Adolf híres bécsi főrabbi és teológus és Jellinek Hermann, az Uriel Acosta című tudományos mű szerzője, a bécsi forradalom mártírja; dédunokája Jellinek György, a heidelbergi egyetem világhírű államjogásza, a német jogtudomány egyik legkimagaslóbb alakja.